# Trona stercoraria
Trona stercoraria is een slakkensoort uit de familie Cypraeidae. De wetenschappelijke naam werd gepubliceerd in 1758 door Carl Linnaeus in de tiende editie van Systema naturae.

## Beschrijving
De schelpen van de Trona stercoraria bereiken gemiddeld een lengte van 50-75 millimeter, met een minimale grootte van 26 millimeter en een maximale grootte van 97 millimeter. Ze zijn zeer variabel in patroon en kleur. De vorm varieert van ovaal tot ruitvormig. Het oppervlak is glad en glanzend, de basiskleur is blauwachtig, groenachtig of grijsachtig, maar kan volledig donkerbruin of witachtig zijn. Normaal gesproken is er een dichte donkerbruine vlek op de rug. De brede randen zijn meestal donkerbruin en de voorste en achterste kanalen eindigen in goed ontwikkelde 'rostra'. De basis kan paarsachtig, lichtbruin, roze of wit zijn, met een lange en smalle opening en lange bruine, beige of witte fijne tanden met bruine tussenruimte. De 'fossula' steekt aanzienlijk uit.

## Verspreiding en leefgebied
Het verspreidingsgebied strekt zich uit langs de westkust van Afrika in de Atlantische wateren, van Mauritanië in het noorden tot Luanda (Angola) in het zuiden; De soort komt ook voor op de eilanden voor de kust – zoals de Kaapverdische eilanden of Sao Tomé en Principe.
Er is weinig bekend over hun levensstijl. Wel is bekend, niet in de laatste plaats vanwege de schelpen die vaak beschadigd worden aangetroffen, dat ze in het intergetijdengebied op rotsachtige grond leven.